# Entre les lignes (Prison Break)
Pour les articles homonymes, voir Entre les lignes.
Entre les lignes est le 37e épisode du feuilleton télévisé Prison Break et le 15e de la deuxième saison.

## Résumé
L'épisode commence par un flash d'information de Fox News dans lequel Lincoln proclame son innocence.
À l'extérieur de l'hôtel, la police ordonne à Michael et Lincoln de sortir. Kellerman présente de loin sa carte professionnelle, annonce qu'il est un agent du FBI et qu'il vient d'arrêter les deux frères. Profitant d'un moment de flottement, les trois hommes enlèvent un cadreur et volent la voiture d'une journaliste de télévision. Puis, ils se réfugient dans un entrepôt désaffecté. Pendant que le cadreur se demande anxieusement ce qui va lui arriver, ils discutent à l'écart, sans qu'il puisse entendre leur propos. Après avoir été libéré, le cadreur se précipite dans les locaux de sa chaine et remet à sa collègue journaliste une vidéo.
Mahone revenu au Q.G de Chicago, regarde en compagnie d'autres agents la diffusion de cette cassette vidéo sur Fox.News. Sur cet enregistrement, Lincoln proclame son innocence et révèle l'existence du Cartel ainsi que toute l'affaire Terrence Steadman. Michael quant à lui, dénonce les méthodes de l'agent Mahone et les crimes qu'il a commis: John Abruzzi, David « Tweener » Apolskis et Oscar Shales. Les agents du FBI regardent alors Mahone avec circonspection. Celui-ci rejette cette accusation qu'il juge ridicule. Toujours sur l'enregistrement, disponible également sur internet selon l'agent Lang, Michael affirme que Sara Tancredi n'est qu'une victime innocente, il lui présente longuement ses excuses et lui souhaite de connaître désormais la paix.
L'agent Kim explose de rage en regardant la télévision et exige de ses subordonnés que tout soit mis en œuvre pour étouffer cette affaire. Puis, il contacte l'agent Mahone. Celui-ci se rend compte qu'il doit désormais affronter la méfiance et l'inimitié de ses adjoints et notamment celle de  l'agent Wheeler. Celui-ci n'approuve pas ses méthodes et lui apprend qu'il est chargé par les affaires internes de surveiller son travail. 
Sara qui a regardé cette vidéo va dans la Jewell Glore Library à Kansas City dans le Missouri pour l'analyser plus en détail. Elle découvre qu'un message codé lui a été envoyé et feuillette un livre.
Bellick, passé à tabac pendant la nuit, est soigné à l'infirmerie. Il tente en vain de convaincre Katie l'infirmière de le laisser à l'abri des autres détenus quelques jours de plus. 
Sucre continue dans un autocar son voyage à travers le Mexique pour rejoindre Maricruz. Il sympathise avec un vieux mexicain qui, lorsque Sucre est rejeté du car faute d'argent, l'invite à manger et dormir chez lui. Durant la nuit, Sucre lui vole sa voiture et roule en direction d'Ixtapa. Arrêté par la police, il est ramené jusqu'à la maison du vieux mexicain. À la grande surprise de Sucre, le vieil homme déclare aux policiers que c'est lui qui a donné sa voiture et qu'il avait oublié de lui remettre de l'argent pour acheter de l'essence. Après le départ des policiers, Sucre tente de le remercier mais le vieil homme l'interrompt et lui dit simplement de retrouver la femme qu'il aime. 
A Algoma dans le Wisconsin, Haywire fait la connaissance de jeunes gens, Matt et Sasha, qui lui demandent d'acheter de l'alcool pour eux. En échange, il peut acheter un peu de nourriture pour son chien, Larry. Haywire sympathise avec eux et leur montre son radeau dans lequel il envisage de voyager jusqu'en Hollande. Les jeunes gens sont amusés et Sasha est même enthousiasmée par ce projet. Au cours de leur discussion, Haywire découvre des ecchymoses sur son bras. Le père de Sasha est  violent lorsqu'il a bu. Cette révélation perturbe énormément Haywire qui en devient effrayant. Les adolescents préfèrent s'en aller. Le soir venu, Sasha rentre chez elle et doit affronter son père. Cependant, Haywire qui l'a suivie, surgit et le frappe violemment.  
Au Q.G du FBI, les agents aidés d'un comportementaliste, décortiquent patiemment la vidéo. Ils analysent les gestes de Michael et Lincoln qui contredisent les paroles qu'ils prononcent. Ainsi, Lincoln semble mentir lorsqu'il parle de l'affaire Steadman. Mahone est en pleine confusion. Il estime que les 3 hommes s'apprêtent à s'en prendre à la Présidente. La surveillance est renforcée à Denver où elle est en visite. Grâce au témoignage du cadreur, les agents savent que Michael a parlé de 700 kilomètres à faire en 6 heures de route. De plus, toujours sur la vidéo, Mahone remarque que Michael fait du morse en tapant avec ses doigts sur son genou mais les phrases qu'ils obtiennent ne mènent nulle part. En réalité cela ne signifie rien, cela fait partie d'une ruse mise au point par Kellerman et Michael pour que les agents perdent du temps. 
En regardant plus attentivement le passage où Michael s'adresse à Sara, Mahone démasque la supercherie: la vidéo n'a pas été réalisée dans le but d'innocenter Lincoln ou dénoncer la conspiration mais envoyer un message à Sara. N'arrivant à trouver le lieu de rendez-vous, Mahone se rend à Fox River pour interroger Katie. Mais celle-ci ne sait rien, alors en désespoir de cause Mahone sollicite l'aide de Bellick. Celui-ci n'accepte de coopérer qu'à la condition de bénéficier d'une unité de sécurité. Puis il explique à Mahone que les mots utilisés par Michael sont des titres de chapitre du livre des Alcooliques Anonymes. En parcourant le livre, l'agent du FBI trouve enfin le lieu de rendez-vous: l'hôpital de St Thomas d'Akron en Ohio. 
À Akron, les trois hommes attendent Sara qui n'arrive pas. Ils ont appris par un journal que Terrence Steadman a été identifié comme le concierge du motel et son meurtre leur a été attribué.
Lincoln discute en aparté avec Michael et lui fait part de ses inquiétudes et de sa méfiance vis-à-vis de Kellerman. Il le suspecte de vouloir les piéger en mettant la main sur Sara et les informations qu'elle est susceptible de détenir. Le temps passe et Lincoln s'impatiente de plus en plus, il pense que Sara a décidé de tourner la page et rappelle à Michael qu'elle l'a laissé choir à Gila. Sourd à ses arguments,  Michael reste convaincu qu'elle ne le laissera pas tomber. Soudain, Michael entend qu'un certain Michael Crane (Michael Grue) est demandé à l'accueil. Sara n'ayant pu arriver à temps, elle a utilisé ce moyen pour le contacter. Elle lui apprend qu'elle s'apprêtait à le revenir vers lui à Gila lorsqu'elle s'est fait enlever. Passant sous silence la torture dont elle a été victime, elle lui révèle qu'elle a pu s'échapper et qu'elle détient une clé qui pourrait l'aider. Michael lui promet que grâce à son aide tout finira par s'arranger. 
Pendant ce temps, Kellerman reçoit un appel de Caroline Reynolds qui s'excuse pour sa conduite et lui demande de repartir de zéro. Pour ce faire, elle lui conseille de trahir les deux frères. 
Puis les 3 hommes repartent en voiture sans que la loyauté de Kellerman soit clairement établie...

## Informations complémentaires

### Chronologie
L'action se déroule le soir du 4 juin et toute la journée du 5 juin.

### Culture
- Lorsque l'agent Kellerman tente de convaincre Lincoln de faire croire aux autorités qu'il ment sur la vidéo, il lui dit: « Say whatever the hell you want. Tell them you’re the Green Lantern. But I know how they break down these tapes. » (« Oui, dis tout ce que tu veux. Dis-leur que tu es Green Lantern. Mais je sais comment ils analysent ces cassettes. »). Green Lantern est un super-héros créé par DC Comics.

- Après que Haywire a expliqué son plan pour la Hollande, Matt, le petit-ami de Sasha, lui répond: « Good luck, Gilligan. » (« Bonne chance, Gilligan »). Il fait référence au héros de la série télévisée "Les Joyeux Naufragés" (Gilligan's island), interprété par l'acteur américain Bob Denver.

- Les titres de chapitre utilisés par Michael Scofield: Another chance (Une autre chance), Safe Heaven (Le havre de paix), Doctor Bob's nightmare (Le cauchemar du Dr Bob) existent réellement et sont issus du livre des Alcooliques anonymes, surnommé  le Gros livre.

- La scène où Sucre, arrêté par la police pour avoir volé un véhicule, est disculpé par le vieil homme qui lui remet en plus de l'argent est inspiré d'un roman de Victor Hugo, Les Misérables. Dans le livre, Jean Valjean, un ancien détenu comme Sucre, trouve asile chez un évêque Monseigneur Myriel. Au cours de la nuit, il lui vole ses couverts en argent et s'enfuit. Quand la police le ramène chez l'évêque. Celui-ci le disculpe et lui donne en plus des chandeliers en argent.

- Le message codé en alphabet morse que Michael a tapé sur son genou est : - ···· · ·-- ·- - · ·-· ·· ··· ·-- ·- ·-· --

Cela signifie: « the water is warm » (« l'eau est tiède »).

### Divers
- Robert Knepper (T-Bag), Rockmond Dunbar (C-Note) et Marshall Allman (L.J.) n'apparaissent pas dans cet épisode.

- Le comportement de Bellick, particulièrement en présence de Katie l'infirmière, renvoie intentionnellement à celui de Michael quand il était à l'infirmerie à Fox River. Il commence par regarder longuement les restes du câble que les "Huit de Fox River" avaient utilisé pour s'échapper[2], puis demande à Katie, en lui tenant la main, de laisser la porte ouverte avant de rentrer chez elle, une référence évidente à la demande qu'avait faite Michael à Sara[3] pour lui permettre de s'échapper en compagnie de son frère. De même, lorsqu'il demande à Katie « One more night » (« Encore une nuit »), c'est encore un clin d'œil au « One more day » (« Encore un jour ») qu'avait demandé Michael à Sara lorsqu'ils étaient à Gila[1].

- Pour des raisons budgétaires, l'hôpital St Thomas qui a été utilisé pour le tournage de cet épisode n'est pas le véritable hôpital St Thomas à Akron dans l'Ohio, mais un hôpital de Dallas[4].

- Mahone a constaté que Bellick était cité comme référence dans le CV de Sara à son entrée à Fox River. C'est dans l'épisode flashback[5] que Bellick avait informé Sara de l'existence du poste lors d'une réunion des Alcooliques Anonymes. Il avait également tenté d'inviter la jeune femme à dîner mais celle-ci avait maladroitement refusé. Cette rebuffade n'est pas étrangère au surnom dont il la qualifie dans cet épisode: « Dr. Cold Shoulder » (« Dr Frigo »).

- Quand Sara appelle Michael au téléphone, elle utilise le nom « Michael Crane » en  allusion aux grues (Crane en v.o) en origami qu'il lui avait envoyées.

- Haywire réapparaît dans la série après 7 épisodes d'absence

## Audiences et accueil critique
Aux États-Unis, cet épisode a été suivi par 9,91 millions de téléspectateurs, ce qui lui a permis d'arriver à la seconde place derrière le jeu diffusé sur NBC, Deal or No Deal.
Troy Rogers de UGO a donné un B+ à "Entre les lignes" : « This week, Prison Break went the distance in connecting as many dots as possible, including Haywire, Sara, and Sucre. » (« Cette semaine Prison Break a rapproché les distances en reliant autant de points que possible, en particulier Haywire, Sara et Sucre. »).
Kate Sullivan d'Entertainment Weekly a dit au sujet de "Entre les lignes": « Icy, but hilarious, was the infirmary nurse who turned down Bellick's try at Michael-esque charm when he asked her to leave the door open for him. » (« L'infirmière est glaciale mais hilarante lorsqu'elle rejette la tentative de séduction Michaelesque de Bellick quand il lui demande de laisser la porte ouverte pour lui »).
Jeff de TV Fodder remarque que « Peeking ahead to the preview for next week, it should be more action packed than anything we've seen in a while. Which will be a nice change of pace. » (« En jetant un coup d'œil aux images de la bande-annonce du prochain épisode, on constate qu'il devrait y avoir plus d'action par rapport à ce que nous avons vu depuis quelque temps. Ce sera un changement agréable. »).
Craig Blanchard du San Diego Union-Tribune a commenté "Entre les lignes", en lui donnant un A+: « All in all, this was a great episode. One place in particular that I rather enjoy seeing is all of Mahone's fellow agents starting to second guess his decisions. » (« De bout en bout, c'est un formidable épisode. En particulier, j'ai préféré le moment où les agents qui secondent Mahone commencent à remettre en cause ses décisions. »).